# Distrito Histórico de Bronson Park
El Distrito Histório de Bronson Park es un distrito histórico de la ciudad de Kalamazoo, en el estado de Míchigan (Estados Unidos). Consta de Bronson Park y los edificios gubernamentales, religiosos y cívicos circundantes. Está delimitado aproximadamente por las avenidas South Rose, South Park, West Lovell y West Michigan. El distrito fue incluido en el Registro Nacional de Lugares Históricos en 1983. 

## Historia
El área alrededor de Bronson Park fue planificada por el fundador de Kalamazoo, Titus Bronson, en 1831. El propio Bronson Park, luego dividido en dos por Church Street, fue donado por Bronson a la ciudad, con la indicación de que la mitad se usaría como "plaza de la cárcel" y la otra mitad como "plaza de la academia". Las plazas directamente al norte fueron designadas como "plaza de la iglesia" y "plaza del palacio de justicia". Durante algún tiempo, las cuatro plazas cumplieron su propósito previsto, ya que se construyeron iglesias, Kalamazoo se convirtió en la sede del condado, se construyó la primera cárcel de Kalamazoo en la plaza de la cárcel y se abrió una sucursal de la Universidad de Míchigan en la plaza de la academia. Sin embargo, en un par de décadas, la cárcel y la academia se trasladaron y Church Street quedó desocupada para unir las dos plazas. Durante muchos años, lo que ahora es Bronson Park siguió siendo un pastizal para vacas sin mejorar.
En 1876, la tierra que antes no tenía nombre pasó a llamarse "Bronson Park" y el área fue ajardinada, con una fuente colocada en el centro del parque. A medida que Kalamazoo crecía, el parque y el palacio de justicia vecino y las plazas de la iglesia siguieron siendo el corazón cívico de la ciudad. El primer palacio de justicia, construido en 1837, se construyó en la plaza del palacio de justicia, al igual que los edificios posteriores de 1885 y 1935 a 1937. Las iglesias construidas en el distrito incluyen la Primera Iglesia Metodista (que data de 1833), la Primera Congregacional (1835), la Primera Bautista (1836), la Episcopal de San Lucas (1837), la Primera Presbiteriana (1849), la Primera Reformada (1850) y la Primera Iglesia de Cristo. El distrito también incluye el Edificio de la Asociación de Bibliotecas de Damas, construido en 1878, el Edificio de la YWCA, el Ayuntamiento de Kalamazoo de 1931 y el Edificio Federal de 1938.

## Descripción
El distrito histórico de Bronson Park contiene el propio Bronson Park, la plaza pública de la ciudad, así como diecisiete estructuras circundantes. Estas estructuras son algunas de las estructuras gubernamentales, cívicas y religiosas más antiguas y arquitectónicamente significativas de Kalamazoo. Estos incluyen los siguientes:
- 302 Academy Street - Primera Iglesia Reformada
- 431 Academy Street - Casa de Harry B. Hoyt
- 226 W. Lovell Street - Casa Austin-Sill
- 247 W. Lovell Street - Iglesia Episcopal San Lucas
- 227 W. Michigan Avenue - Edificio del Condado de Kalamazoo
- 315 W. Michigan Avenue - Primera Iglesia Bautista
- 410 W. Michigan Avenue - Edificio Federal
- 129 S. Park Street - Primera Iglesia Congregacional
- 212 S. Perk Street - Iglesia Metodista Unida
- 329 S. Park Street - Auditorio Cívico
- 333 S. Perk Street - Edificio de la Asociación de Bibliotecas de Damas
- 219 W. South Street - Casa Lawrence/Park Club
- 241 W. South Street - Ayuntamiento
- 321 W. South Street - Primera Iglesia Presbisteriana
- 414 W. South Street - Primera Iglesia de Cristo
- 211 S. Rose Street - Edificio de Y.W.C.A.
- 340 S. Rose Street - Edificio Prange

## Galería

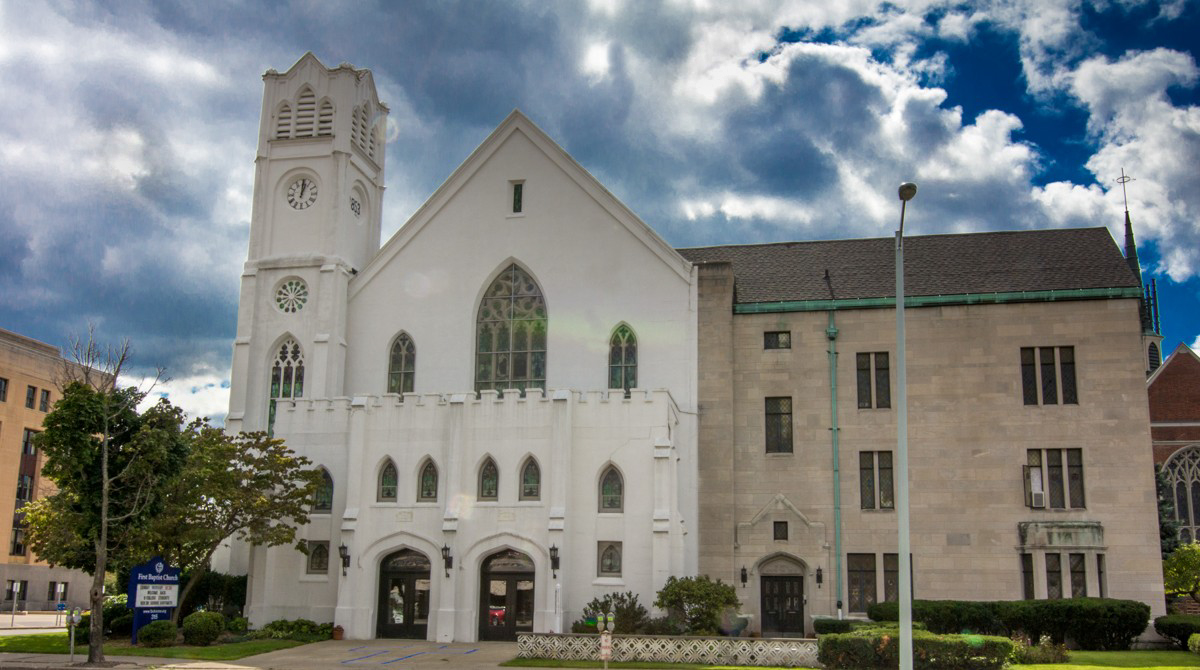
Primera Iglesia Bautista
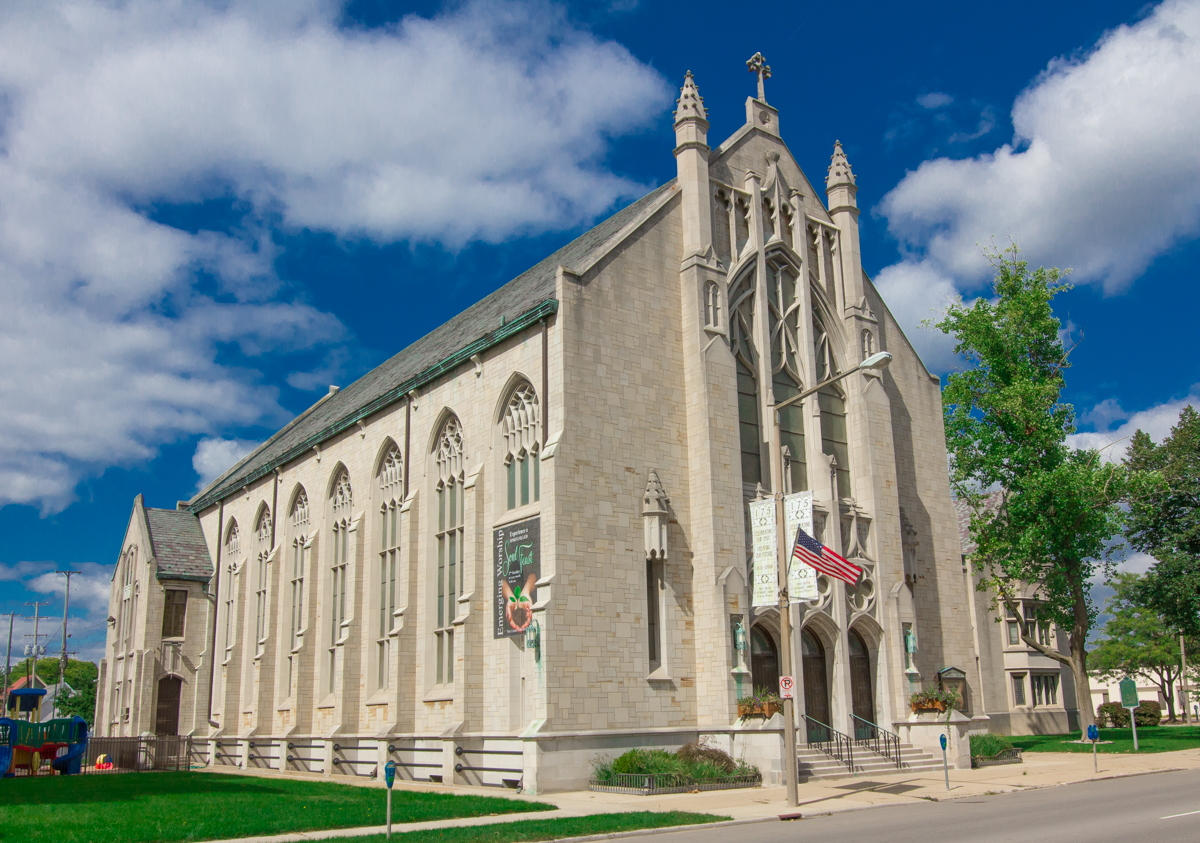
Primera Iglesia Metodista Unida
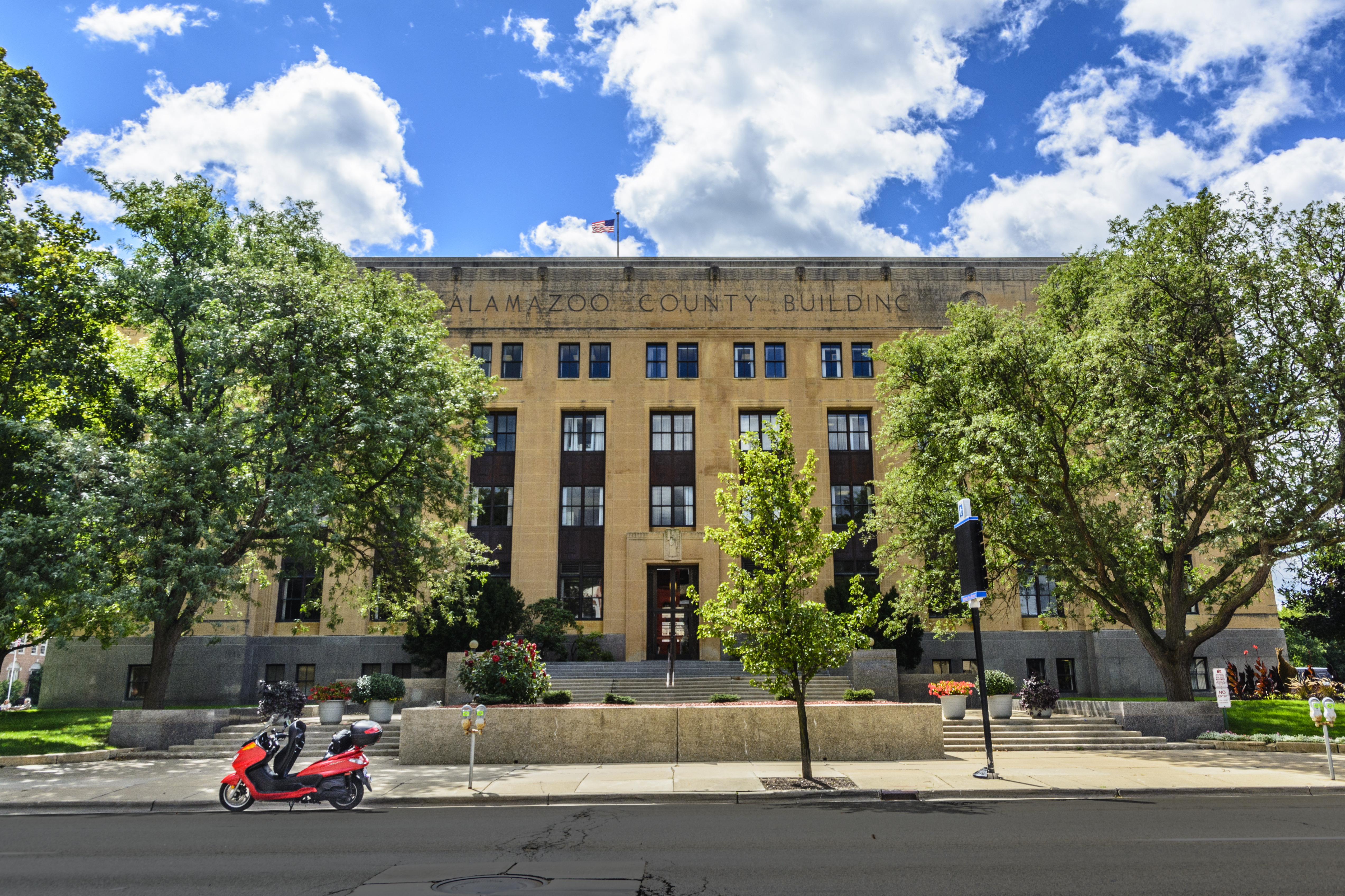
Edificio del Condado de Kalamazoo
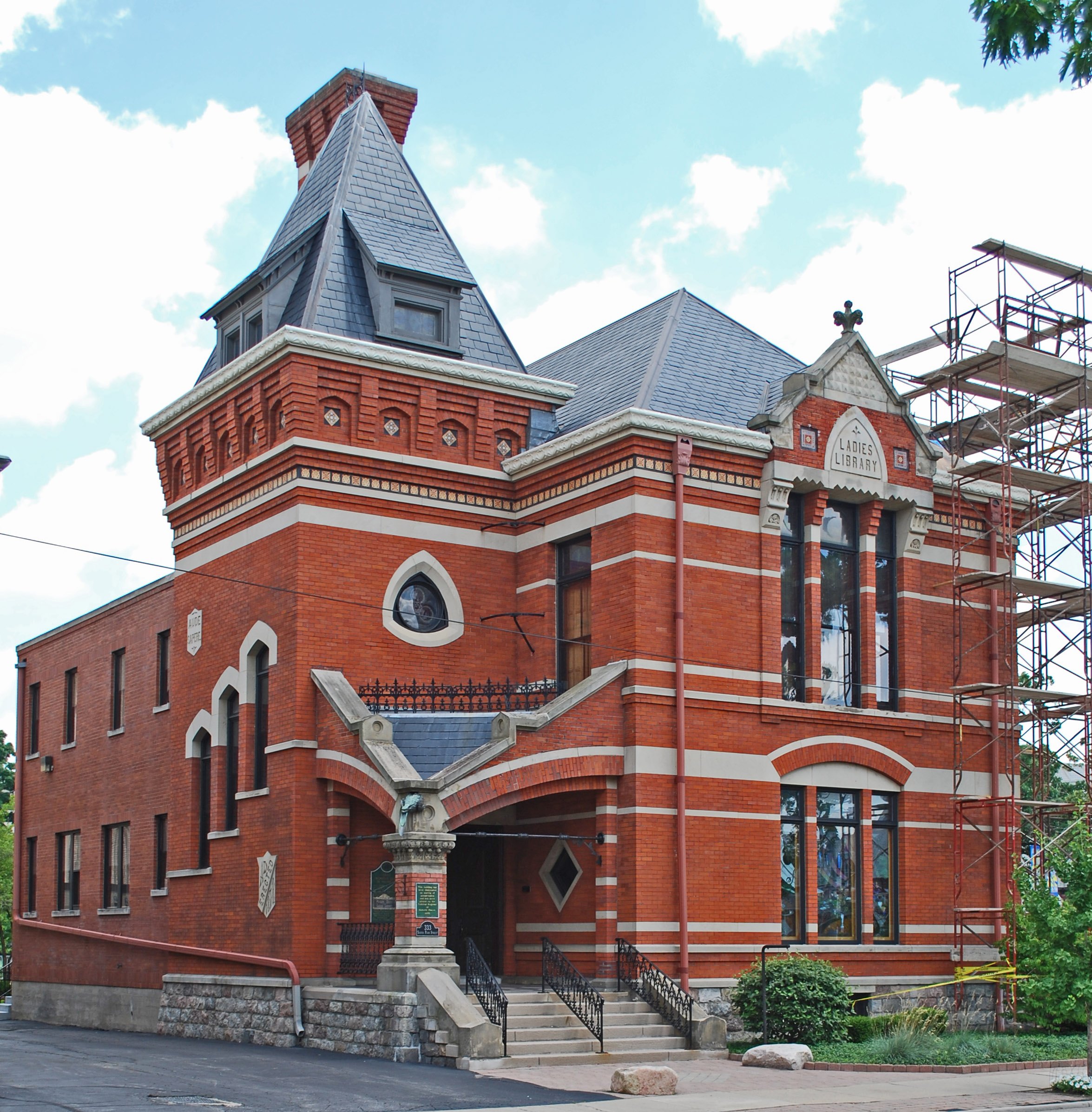
Edificio de la Asociación de Bibliotecas de Damas
Edificio Federal (antigua oficina postal)